# Йозеф Август Шультес

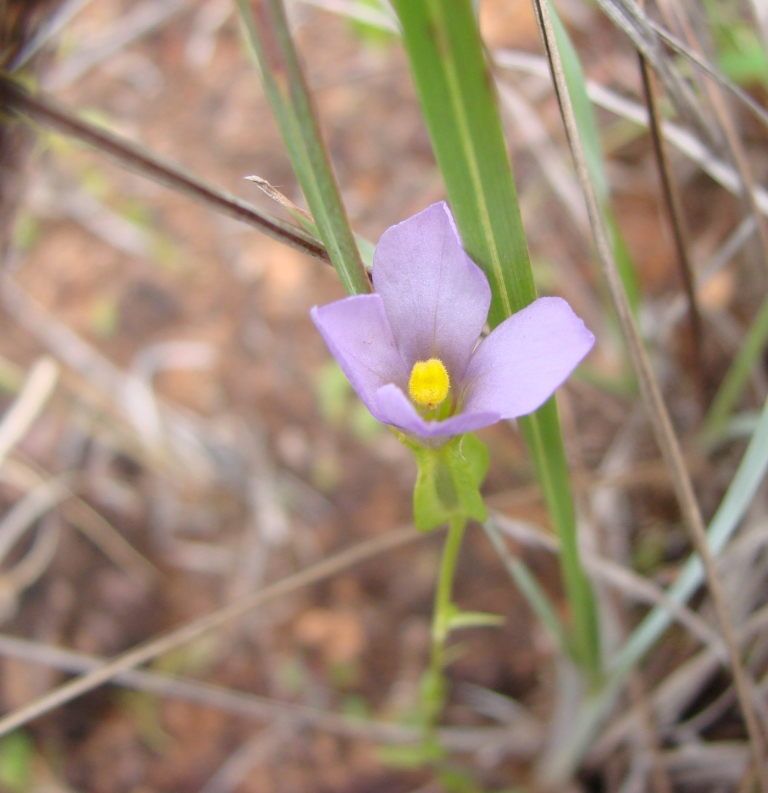
Schultesia gracilis

Йозеф Август Шультес (нім. Joseph August Schultes, 14 квітня 1773 — 21 квітня 1831) — австрійський ботанік, лікар, натураліст і письменник-мандрівник. Доктор медицини і професор Віденського, Краківського, Інсбруцького та Мюнхенського університетів, перший директор хірургічної школи у Ландсгуті. Академік Шведської королівської академії наук (1821).
Батько ботаніка Юліуса Германа Шультеса.
Автор робіт «Флора Австрії», «Флора Баварії». Спільно з Іоганном Якобом Ремером опублікував 16-е видання Ліннеївської роботи «Systema Vegetabilium».

## Деякі наукові роботи
- Oestreichs Flora. 1794.
- Reisen durch Oberösterreich in den Jahren 1794, 1795, 1802, 1803, 1804 und 1808, 1809.
- Baierns Flora. 1811.
- Grundriß einer Geschichte und Literatur der Botanik. 1817.
- Reise auf den Glockner. 1824.
- Mantissa … systematis vegetabilium Caroli a Linné …. 1822—1824 (Bd. 1-2).
- Mantissa … systematis vegetabilium Caroli a Linné …. 1827 (Bd. 3) — у співавторстві з Юліусом Германом Шультесом.

## Вшанування
Баварський ботанік Карл Фрідріх Філіпп фон Марціус назвав на честь Йозефа Августа Шультеса рід декоративних трав'янистих рослин Schultesia з Південної Америки, який належить до родини Тирличевих (Gentianaceae).